# Puente del Carrousel
El puente del Carrousel (del francés: Pont du Carrousel)  es un puente parisino sobre el río Sena que une el I Distrito y el VII Distrito de la ciudad. Su nombre se debe a la cercanía del Arco de Triunfo del Carrusel. Antiguamente utilizó también los nombres de Puente del Louvre dada su proximidad con el Palacio del Louvre o Puente de los Santos Padres (Pont des Saints-Pères).
En 1999, quedó incluido dentro de la delimitación del ámbito de Riberas del Sena en París, bien declarado patrimonio de la Humanidad por la Unesco.

## Historia

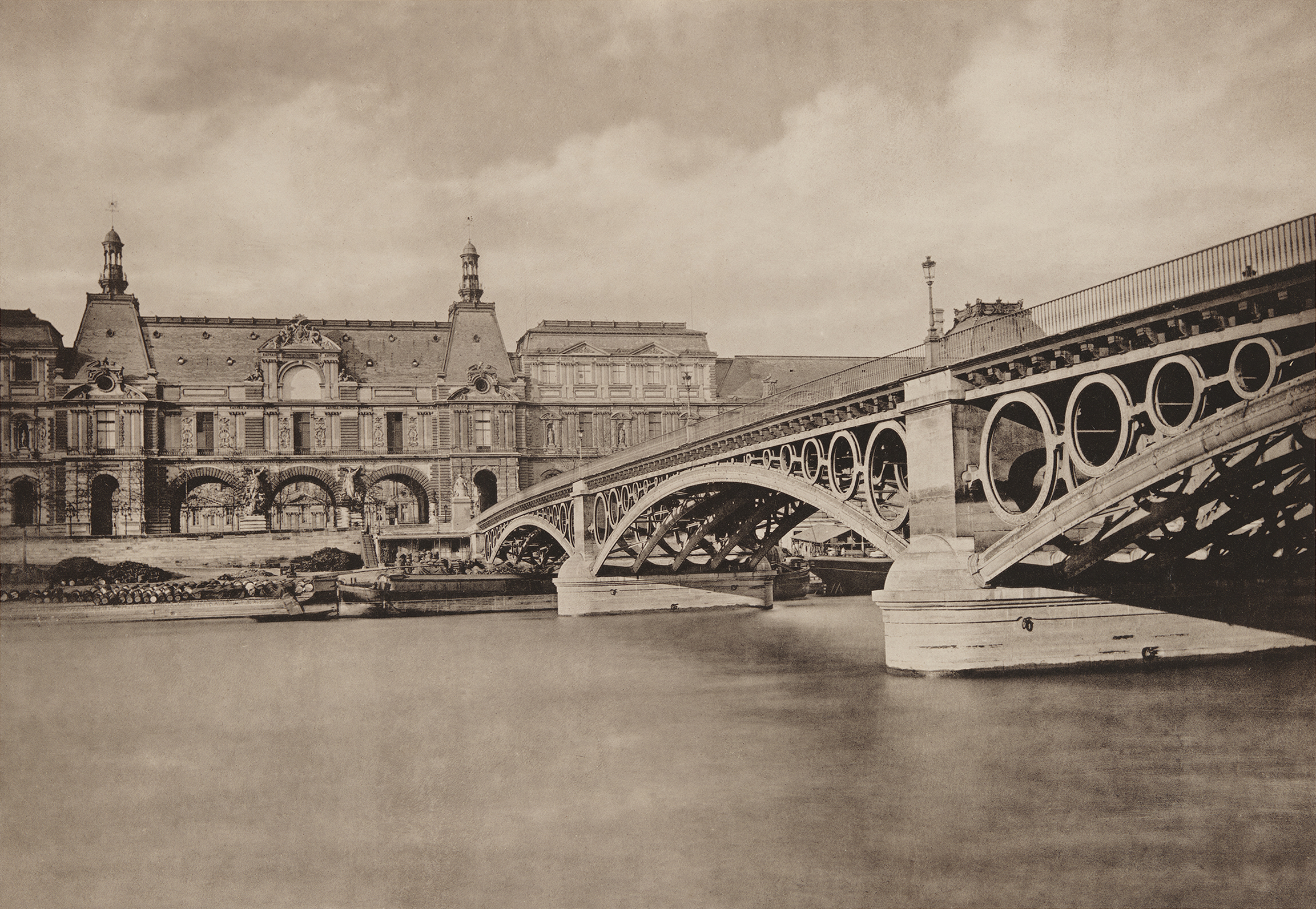
Puente del Carrousel en 1883

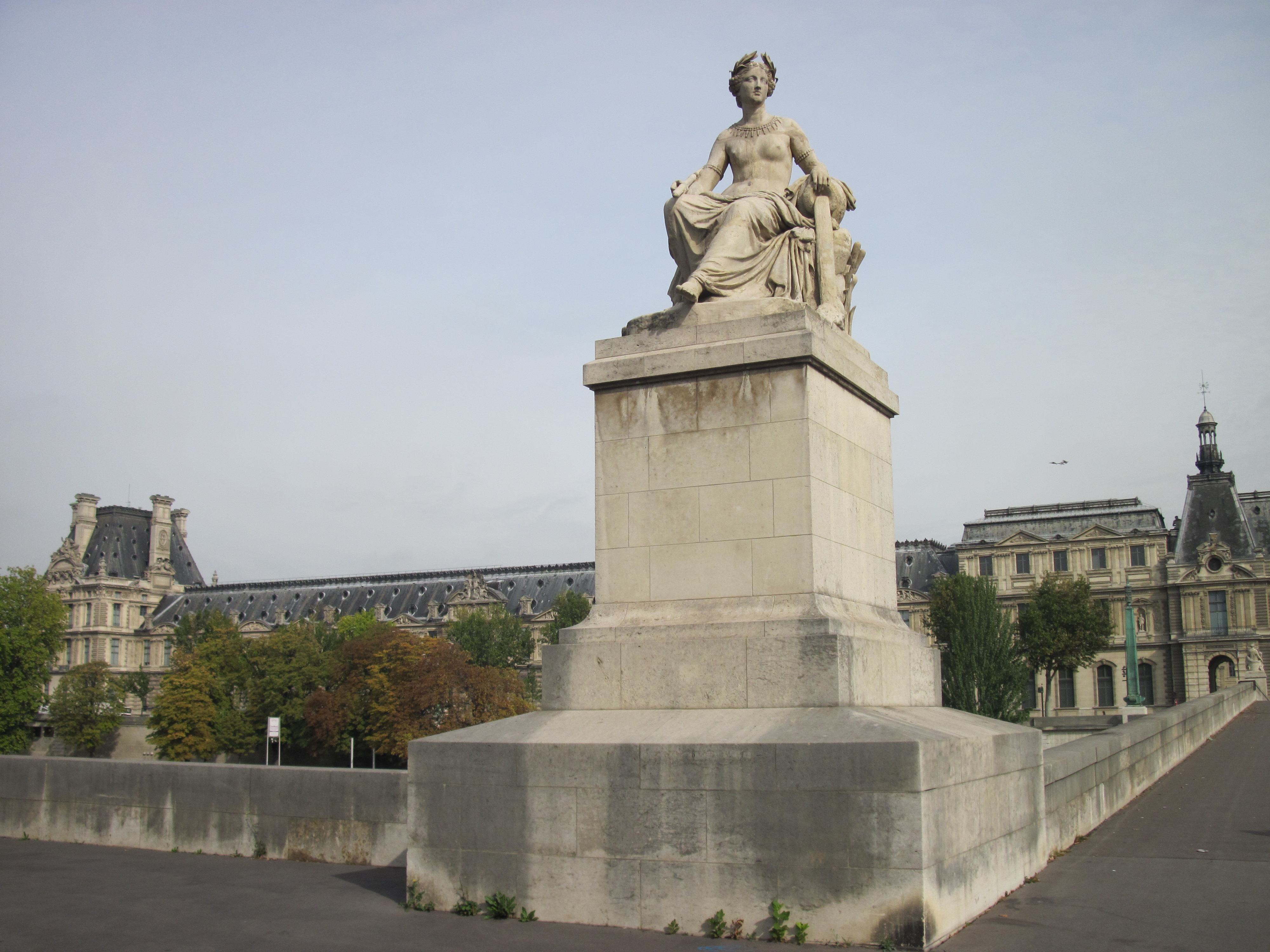
Estatua del Sena (Louis Petitot) en el Pont du Carrousel

Su construcción fue autorizada por Ordenanza Real el 11 de octubre de 1831 y encargada a Antoine-Rémy Polonceau el cual tardó 3 años en acabar la obra. En 1834 el puente es inaugurado por Luis Felipe I siendo abierto al tráfico el 30 de octubre de ese mismo año. En un momento en el cual triunfaban los puentes colgantes, el arquitecto se atrevió con un puente en arco que usaba una compleja estructura de hierro y madera. Estos hechos le valieron algunas críticas de otros ingenieros de la época, así, los círculos metálicos que decoraban la estructura fueron llamados irónicamente por algunos "aros de servilletas" (rond de serviette).
El puente aparecía decorado en sus cuatro esquinas con cuatro estatuas de Louis Petitot (existentes en la actualidad) y que representaban: la Abundancia, la Industria, el Sena y la Ciudad de París.
En su diseño inicial el puente tenía una longitud de 169,5 metros y una anchura de 11,85 metros. Se componía de 3 arcos, cada uno de una anchura de 47,67 metros.
El 18 de diciembre de 1849 la ciudad de París llegó a un acuerdo con los dueños de la concesión del puente para retirar su peaje y permitir que el tráfico circulase libremente por él.
Bajo el Segundo Imperio, y dado el excesivo tráfico soportado por el puente, se valoró la posibilidad de ensancharlo. El arquitecto Hector-Martin Lefuel fue el encargado del proyecto, sin embargo, la Guerra Franco-Prusiana acabó generando el abandono del proyecto.
En 1883 el deterioro del puente obligó a su cierre para realizar diferentes labores de mantenimiento. La parte de madera fue así sustituida en su totalidad por otra de hierro. 
En 1906, y a pesar de las labores de mantenimiento realizadas en el puente, la estructura se muestra cada vez más inestable. Por ello en 1930 se decide finalmente demolir y reconstruir el puente respetando el diseño original pero elevando la estructura para facilitar la navegación fluvial. Los ingenieros Henry Lang y Jacques Morane y los arquitectos Gustave Umbdenstock y Toury son los encargados de llevar a buen puerto la obra. Deciden reconstruir el puente usando hormigón armado aunque lo revisten de piedra para que el puente conserve su aire monumental. 
La obra se completa con un ingenioso sistema de iluminación ideado por Raymond Subes en el cual la iluminación del puente corre a cargo de unas farolas telescópicas cuya altura varía a lo largo del día (13 metros de día, 20 metros de noche).

## Suceso relacionado con el puente
El 1 de mayo de 1995, Brahim Bouarram (1965-1995), un marroquí de 29 años es arrojado al río Sena por un grupo de skinheads que regresaba de una manifestación promovida por el Frente Nacional. Michaël Fréminet, de 19 años, fue condenado en 1998 a 8 años de cárcel por estos hechos.
En 2003, el alcalde de París, Bertrand Delanoë le rindió homenaje tanto a él como a todas las víctimas del racismo colocando una placa contra el olvido y rechazando cualquier discurso alimentado por el odio.